# Albert Toft

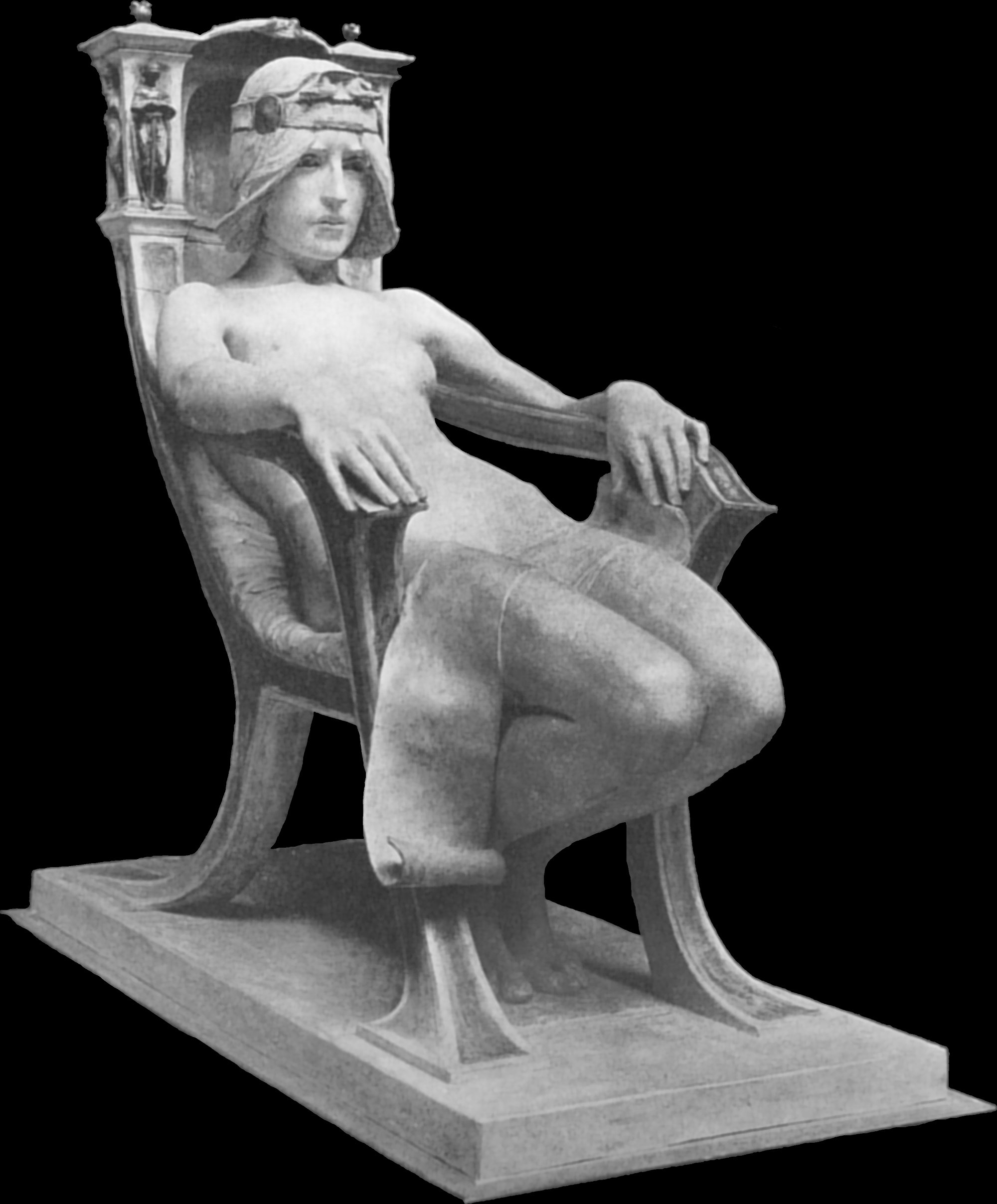
Estatua The Spirit of Contemplation de Albert Toft

Albert Toft (1862 cerca de Birmingham - 1949) fue un escultor británico.
Toft se entrenó en alfarería de Wedgwood y estudió escultura en las escuelas de Kensington sur.

## Trabajos notables
- Welsh National Memorial, Cardiff
- Royal London Fusiliers Monument en Holborn, Londres
- Sudáfrica (Guerras de los Bóer) Memorial en el Cannon Hill Park, Birmingham
- Sudáfrica memorial, Cardiff
- Rey Edward memorial en Highgate Park, Birmingham
- Figuras en el Hall of Memory, Birmingham.
- Queen Victoria memorial, Nottingham
- Reina Victoria memorial, Leamington
- Reina Victoria memorial, South Shields
- The Spirit of Contemplation, Laing Art Gallery, Newcastle-upon-Tyne
- Spring, Birmingham Museum & Art Gallery
- Fate Led, Walker Art Gallery, Liverpool
- Capitán Albert Ball memorial, Nottingham